# Стоун-Маунтін (Джорджія)
Стоун-Маунтін (англ. Stone Mountain) — місто (англ. city) в США, в окрузі Декальб штату Джорджія. Населення — 6703 особи (2020).

## Географія
Стоун-Маунтін розташований за координатами 33°48′15″ пн. ш. 84°10′17″ зх. д. / 33.80417° пн. ш. 84.17139° зх. д. (33.804187, -84.171420).  За даними Бюро перепису населення США в 2010 році місто мало площу 4,43 км², з яких 4,41 км² — суходіл та 0,02 км² — водойми.

## Демографія
Згідно з переписом 2010 року, у місті мешкали 5802 особи в 2194 домогосподарствах у складі 1386 родин. Густота населення становила 1309 осіб/км².  Було 2587 помешкань (584/км²).
Расовий склад населення:
| - 75,2 % — чорних або афроамериканців - 16,8 % — білих - 3,3 % — азіатів - 0,4 % — корінних американців - 0,2 % — вихідців з тихоокеанських островів - 2,5 % — осіб інших рас |

До двох чи більше рас належало 1,6 %. Частка іспаномовних становила 5,3 % від усіх жителів.
За віковим діапазоном населення розподілялося таким чином: 28,8 % — особи молодші 18 років, 64,2 % — особи у віці 18—64 років, 7,0 % — особи у віці 65 років та старші. Медіана віку мешканця становила 32,8 року. На 100 осіб жіночої статі у місті припадало 81,5 чоловіків;  на 100 жінок у віці від 18 років та старших — 74,7 чоловіків також старших 18 років.
Середній дохід на одне домашнє господарство  становив 49 057 доларів США (медіана — 36 729), а середній дохід на одну сім'ю — 53 521 долар (медіана — 39 302). За межею бідності перебувало 20,9 % осіб, у тому числі 28,5 % дітей у віці до 18 років та 13,9 % осіб у віці 65 років та старших.
Цивільне працевлаштоване населення становило 2970 осіб. Основні галузі зайнятості: освіта, охорона здоров'я та соціальна допомога — 23,1 %, мистецтво, розваги та відпочинок — 13,1 %, публічна адміністрація — 12,0 %, роздрібна торгівля — 11,7 %.